# 요시토미정
요시토미정(일본어: 吉富町 요시토미마치[*])은 일본 후쿠오카현 동부 지쿠조군의 정이다.

## 지리
후쿠오카현의 최동단에 있고 동쪽은 1급 하천 야마쿠니강을 사이에 두고 오이타현 나카쓰시와 접하고 남쪽은 고게정, 서쪽은 부젠시와 접한다. 면적은 규슈의 자치체 중에서는 가장 좁고 동서 2km, 남북 3km 정도 밖에 안된다. 그 때문에 시가지는 요시토미역 주변에 밀집하고 있어 인구 밀도는 높다.

### 인접한 자치체
- 후쿠오카현
  - 부젠시
  - 지쿠조군 고게정

- 오이타현
  - 나카쓰시

## 경제
다나베 미쓰비시 제약 공장 주식회사(다나베 미쓰비시 제약의 연결 자회사, 구 요시토미 제약)가 있어 기업 마을로 발전하였다.

## 역사
- 1942년 5월 19일 - 정으로 승격하였다.

## 교통

### 철도
- 규슈 여객철도 닛포 본선